# Half-Life (franciză)
Half-Life este o serie de jocuri first person shooter (FPS) creată de Valve. Jocurile Half-Life combină elemente de joc shooter, având poveste și puzzle-uri.
Half-Life este primul joc din serie și primul produs realizat de către Valve fiind lansat în 1998 pentru platforma Windows, având un succes foarte notabil. Succesul său a declanșat o multitudine de modificări ale jocului și produse oficiale precum Counter-Strike, Team Fortress Classic și Day of Defeat. Pe lângă produse oficiale, au existat și pachete de expansiuni create de Gearbox Software precum Half-Life: Opposing Force în 1999, Half-Life: Blue Shift și Decay în 2001.
Jucătorul ia rolul lui Gordon Freeman, un savant, angajat la Facilitatea Black Mesa care este martor la o catastrofă ce deschide rifturi între dimensiuni și cauzează o invazie extraterestră. Half-Life, față de alte jocuri, se folosește de secvențe scriptate decât de scene neinteractive (cutscene-uri).
În 2004, Valve lansează Half-Life 2, acumulând rapid critici aclamând jocul. Half-Life 2 a fost lansat pe motorul grafic  Source, față de Half-Life care a fost lansat pe motorul GoldSrc. Half-Life 2 a fost dezvoltat în mare în jurul ideei în care jucătorul rezolvă puzzle-uri folosindu-se de fizicile obiectelor din împrejurimi. 
Seria a continuat pe baza lansării unor „episoade” pentru Half-Life 2, mai exact Half-Life 2: Episode One în 2006 și Half-Life 2: Episode Two în 2007. De-a lungul anilor, au existat numeroase jocuri Half-Life anulate, precum notabilul Episod Trei, care, prin urmare a publicării unui documentar despre Half-Life 2 ca urmare a jocului atingând 20 de ani de la lansare, au ieșit mai multe fotografii și informații despre episodul anulat.
În 2020, Valve lansează Half-Life: Alyx, un joc în seria Half-Life conceput strict pentru realitatea virtuală, fiind aclamat ca unul dintre cele mai bune jocuri pentru realitate virtuală, permițând un nou nivel de imersiune a jucătorului în povestea și lumea Half-Life. În Half-Life: Alyx, jucătorul o controlează pe Alyx Vance, partenerul care îl ajută pe Gordon Freeman în Half-Life 2.

## Jocuri

### Half-Life (1998)
Articol principal: Half-Life
Half-Life este primul joc creat de Valve, lansat pe 19 noiembrie 1998 și publicat de Sierra On-Line pentru Windows. Jucătorul îl controlează pe Gordon Freeman, un fizician teoretician de la Black Mesa, unde un experiment provoacă din accident o ruptură dimensională și declanșează o invazie extraterestră.
În contrast cu alte jocuri publicate în perioada aceea, jucătorul avea în principal control neîntrerupt asupra lui Gordon Freeman, orice eveniment din joc bazându-se pe scene scriptate, rare ori incluzând scene necontrolabile.
Half-Life a fost dezvoltat pe motorul grafic GoldSrc (GoldSource). Motorul este construit pe fundația motorului grafic Quake. Valve a implementat în motor funcții precum inteligența artificială și animații schelet, fiind printre primele jocuri care utiliza astfel de tehnologie în animațiile personajelor nejucabile (NPC-uri).
Half-Life a fost aclamat pentru graficile sale, modul de joc și narațiunea sa. A ajuns să câștige peste 50 de premii pentru „jocul anului”, având o influență masivă asupra jocurilor first person-shooter și seria considerată ca una din cele mai bune realizate vreodată. 

#### Half-Life: Uplink (1999)
Uplink este o versiune demo a jocului de bază Half-Life, lansat pe data de 12 februarie 1999. Deși în mod normal un joc demo conține câteva capitole din jocul de bază, Uplink are un singur capitol, făcut special pentru acest demo. Durata de joc este în medie 20-30 de minute.
Jucătorul ia rolul lui Gordon Freeman - totuși, fiindcă Uplink nu se încadrează în șirul de poveste din serie, acțiunile pot fi considerate ca făcând parte dintr-o cronologie alternativă. Acțiunea începe în complexul Lambda, 48 de ore după rezonanța catastrofală, unde jucătorul trebuie să transmită un semnal cu ajutorul unui satelit către comisia de reglementare nucleară a Statelor Unite pentru a putea deschide o ușă din interiorul complexului pentru a putea scăpa.

#### Half-Life: Opposing Force (1999)
Următorul joc urmat după Half-Life a fost un pachet de expansiune numit Half-Life: Opposing Force, lansat pe 19 noiembrie 1999, dezvoltat de Gearbox Software. Jucătorul îl controlează pe caporalul american Adrian Shephard care luptă cu o nouă specie de extratereștrii și trupe aparținând operațiunilor negre.
Opposing Force a fost aclamat de către critici, mulți citând jocul ca un nou standard pentru viitoarele pachete de expansiuni pentru jocuri, așa cum Half-Life a devenit un standard în genurile de joc FPS liniare cu poveste. Jocul a câștigat „Computer Game of the Year Interactive Achievement Award of 2000” de la Academy of Interactive Arts & Sciences.

#### Half-Life: Blue Shift (2001)
Pe lângă Opposing Force, Gearbox a dezvoltat și livrat Half-life: Blue Shift, al doilea pachet de expansiune lansat pe data de 12 iunie 2001. Blue Shift a fost anunțat în 2000, iar jocul a fost dezvoltat inițial ca o campanie bonus pentru versiunea de Dreamcast a Half-Life, totuși, versiunea aceea a fost anulată iar Blue Shift a fost lansat ulterior pe Windows.
Jucătorul îl controlează pe paznicul Barney Calhoun. Acțiunea are loc în primele părți ale jocului, Calhoun încercând să scape din facilitate împreună cu un mic grup de savanți. Blue Shift includea, de asemenea, un pachet de definiție înaltă, care actualiza calitatea modelelor și texturilor din joc dar și din Opposing Force și Half-Life. Criticii au aclamat atmosfera și noile grafici incluse în pachet dar, au notat lipsa de conținut nou - chiar în contrariu, având mai puțin conținut decât în jocurile precedente - dar și timpul de terminare a jocului fiind scurt.

#### Half-Life: Decay (2001)
Al treilea pachet de expansiune realizat pentru Half-Life a fost Decay. Jocul a fost, de asemenea, dezvoltat de către Gearbox și publicat de Sierra. Spre deosebire de restul jocurilor precedente din serie, Decay a fost lansat exclusiv pentru versiunea Half-Life de pe consola PlayStation 2. Decay este unic prin faptul că este singurul joc din serie care are mecanică de cooperare - doi jucători trebuie să lucreze împreună pentru a putea progresa jocul.
Acțiunea jocului se învărte în jurul a două personaje - Gina Cross și Colette Green - colege ale lui Freeman. Jucătorii trebuie să lucreze împreună cu alți savanți pentru a contracara efectele rifturilor dimensionale cauzate de rezonanța din Half-Life, în final încercând să și oprească rifturile.
Decay a fost lansat pe data de 14 noiembrie 2001. A primit o serie slabă de critici dar în general pozitive, mulțic critici comentând faptul că jucând cu încă un prieten este distractiv, dar faptul că jocul se concentrează mult pe puzzle-uri afectează modul de joc și experiența totală.

### Half-Life 2 (2004)
Pe 16 noiembrie 2004, Valve a lansat Half-Life 2. Jocul a avut un timp de dezvoltare de șase ani care a înregistrat mai multe întârzieri și divulgarea codului sursă al jocului în octombrie 2003. Half-Life 2 readuce jucătorul în rolul lui Gordon Freeman. Acțiunea din Half-Life 2 are loc 20 de ani după evenimentele din Black Mesa. Combine, o rasă transdimensională, a invadat Pământul, care au profitat de evenimentele din Black Mesa. G-Man îl eliberează pe Gordon Freeman din stază și-l aduce în City 17, un oraș din Europa de Est, unde trebuie să creeze o rezistență anti-combine și să elimine ocupația Combine. 
Half-Life 2 a fost creat pe motorul grafic Source, fiind la vremea aceea unul dintre cele mai revoluționare motoare grafice. Motorul - și jocul - au fost lăudate pentru implementarea a uneia dintre cele mai realistice grafici în perioada aceea, ajutat enorm de decorul stabili de designeri - exemplu fiind reflexia realistă a mediului înconjurător în apă -, inteligența artificială a personajelor nejucabile, animația și flexibilitatea facială a acestor personaje care permiteau animatorilor să realizeze animații și expresii faciale mai realistice. Pe lângă asta, cea mai notabilă și aclamată caracteristică a fost implementarea de fizici realistice a obiectelor din lume, care a permis un nou nivel de interacțiune a jucătorului pe care o poate face cu lumea, care poate interacționa, arunca, lansa ș.a.m.d obiecte. Cu ideea acestei caracteristici au fost dezvoltate puzzle-urile din Half-Life 2 care necesită interacțiunea fizică cu obiecte. 
A ajuns să câștige 35 de premii pentru „Jocul anului”.
Half-Life 2 a fost primul joc dezvoltat de Valve care a fost distribuit pe propria lor platformă digitală Steam, cauzând ruperea legăturii cu fostul lor distribuitor Sierra Entertaiment.

#### Half-Life 2: Lost Coast (2005)
Lost Coast este un nivel extra pentru Half-Life 2, lansat pe data de 27 octombrie 2005. Scopul acestui nivel a fost de a demonstra capabilitățile motorului grafic Source de a randa un aspect cu gamă dinamică înaltă (HDR; en: High Definition Range), mediul înconjurător fiind realizat în jurul acestei caracteristici. 
Jucătorul îl controlează pe Gordon Freeman care trebuie să urce o coastă pentru a ajunge la o Mânăstire ca să dezactiveze o armă Combine.
Acest nivel ar fi trebuit să facă parte din capitolul „Highway 17” din Half-Life 2 dar a fost ulterior anulat.
Este primul joc din seria Half-Life care include comentariile dezvoltatorilor care explică elementele din joc, concepte ș.a.m.d cu cât jucătorul progresează jocul.

#### Episode One (2006)
Episode One a fost lansat pe 1 iunie 2006 și este imediata continuare a evenimentelor din Half-Life 2. Gordon Freeman și Alyx Vance, companioana lui Gordon din jocurile Half-Life 2, trebuie să oprească un miez de reactor din Citadelă pentru ca acesta să nu explodeze întregul oraș. Narațiunea jocului se învărte în jurul lui Alyx care îl ajută pe Freeman să oprească suprasolicitarea pusă pe miez.
Episode One a primit o reacție critică în general pozitivă, criticii apreciind modul de joc ca fiind mai bine ritmat decât în jocul precedent. Cel mai criticat aspect al jocului a fost durata de joc foarte mică de doar câteva ore față de Half-Life 2.

#### Episode Two (2007)
Episode Two a fost lansat pe data de 10 octombire 2007 și face parte din pachetul The Orange Box. Este continuarea episodului precedent. Gordon Freeman și Alyx Vance își fac cale către White Forest pentru a livra niște informații importante după ce părăsesc orașul. Spre deosebire de jocurile precedente, Episode Two prezintă mai multe puzzle-uri intrigante și scene scriptate arătând capabilitățile fizice ale motorului. Pe lângă asta, Episode Two duce jucătorul într-un mediu nou, rural, jocul fiind mai puțin liniar, și încurajează explorarea mediului prin care jucătorul trece.
Episode Two a fost aclamat de critici pentru direcția sa artistică diferită, încurajarea explorării făcând jocul mai puțin liniar și concentrându-se pe personaje secundare și povestea mult mai strânsă. La fel ca în episodul precedent, timpul de terminare a jocului a fost un punct comun de critică, chiar dacă durata jocului este mai lungă decât episodul precedent.

### Half-Life: Alyx (2020)
La 13 ani după lansarea ultimului joc Half-Life din serie, Valve lansează Half-Life: Alyx în 2020 pentru platforma Windows. În Half-Life: Alyx, jucătorul o controlează pe Alyx, companioana lui Gordon Freeman din jocurile Half-Life 2, unde, jucătorul ia parte la acțiunile care iau loc cu 5 ani înainte de evenimentele din Half-Life 2 și trebuie să îl caute pe tatăl lui Alyx în timp ce crează o rezistență împotriva invaziei Combine din City 17. Alyx a fost creat pe motorul Source 2. 
Half-Life: Alyx se diferă de restul jocurilor din serie prin faptul că necesită utilizarea căștilor de realitate virtuală (RV). Această caracteristică a permis un nou nivel imens de imersiune pentru jucător, care poate interacționa cu mediul din jur și este folosit pentru puzzle-urile concepute în jurul acestei caracteristicii, adăugând acestei caracteristici posibilitatea jucătorului de utilizarea a unor mănuși ce controlează obiectele din jur, asemănător armei gravitaționale din Half-Life 2 (Gravity Gun). Alyx permite folosirea oricărei perechi de căști RV compatibilă cu platforma Windows. Din pricina acestui fapt, Alyx a fost aclamat de critici ca unul dintre cele mai bune jocuri create pentru realitate virtuală.

## Jocuri legate

#### Seria Portal (2007 - 2011)
Seria Portal are loc în același univers ca jocurile din seria Half-Life. Seria Portal este o serie de jocuri create de Valve, care se bazează pe rezolvarea de puzzle-uri, unde jucătorul trebuie să se folosească de un aparat ce poate crea două portale.
Portal, primul din serie, a fost lansat pe data de 10 octombrie 2007. Jucătorul ia rolul lui Chell, provocată de inteligența artificială (IA) a centrului științific Aperture, numită GLaDOS (Genetic Lifeform and Disk Operating System), să rezolve puzzle-uri cu un aparat de creat portale (Portal Gun), având ca recompensă pentru rezolvarea lor un tort.
Portal 2 este continuarea primului joc, lansat pe data de 19 aprilie 2011. Precum în jocul precedent, jucătorul o controlează pe Chell care trebuie să rezolve mai multe puzzle-uri, dar care află mai apoi de istoria companiei, jocul introducând personaje secundare noi.
Marc Laidlaw, scriitorul Half-Life, s-a opus ideei de combinare a universelor Portal și Half-Life, comentând faptul că dă impresia că acestă combinare face ca „cele două universe să pară mici”, venind pe parcurs cu idei ce ar fi putut conecta cele două serii.

#### Seria Counter-Strike (1999-prezent)
În aprilie 2000, Valve a achiziționat drepturile pentru Counter-Strike, o modificație a jocului Half-Life. După o cooperație între dezvoltatorii originali și dezvoltatorii Valve, Valve a vândut jocul în format fizic, intitulat Half-Life: Counter-Strike. Hărțile din joc sunt bazate pe locații diferite din lume, cu o slabă conexiune cu evenimentele din Half-Life.
Counter-Strike este o serie de jocuri multi-player first person shooter în care jucătorii iau rolul fie de tero, scopul fiind de a elimina echipa adversă sau de a planta și, ulterior, exploda o bombă, sau rolul de antitero care trebuie să combată echipa tero sau de a dezamorsa bomba plantată. Din pricina faptului că este o modificație a jocului de bază Half-Life, multe fișiere precum texturi, sunete și/sau modele sunt aceleași ca în jocul de bază, precum containere a facilității Black Mesa, mașini și savanți, având logoul Black Mesa vizibil în mai multe hărți. Din cauza aceasta, hărțile pot da impresia că sunt plasate implicit în universul Half-Life.
În decursul anilor, seria s-a tot detașat de jocurile Half-Life, ocazional având referințe la alte jocuri create de Valve.

#### Black Mesa (2012)
Black Mesa este un remake terț al originalului Half-Life, dezvoltat și publicat de Crowbar Collective, dezvoltat în motorul grafic Source. Inițial, remake-ul a fost publicat ca o modificație gratuită în septembrie 2012, ulterior publicarea fiind aprobată de către Valve pentru a fi publicat comercial. Jocul și-a avut lansarea oficială pe 6 martie 2020, disponibil pe platformele Windows și Linux.
Jocul a fost aclamat de către critici, care l-au comparat cu un joc oficial Valve.

## Filme
Pe data de 6 februarie 2013, J. Abrams și Gabe Newll, în timp ce vorbeau la conferința DICE din 2013, au anunțat planuri pentru o colaborare cu scopul realizării unui film bazat pe jocurile Valve. Abrams spunea că „Există o idee pe care o avem pentru un joc, unde dorim să lucrăm cu Valve”, în timp ce Newell a spus „O să încercăm să ne dăm seama dacă putem face un film Portal sau Half-Life împreună”. Într-un interviu din martie 2016, Abrams a spus faptul că în timp ce lucra la alte proiecte de la ultima conferință menționată, încă avea planuri de a regiza aceste filme în viitor, ambele filme fiind în stagiu de scenarizare.

### Half-Life: Uplink (Scurtmetraj)
Half-Life: Uplink este un scurtmetraj realizat de Cruise Control, o companie de marketing engleză. Scurtmetrajul a fost lansat pe data de 15 martie 1999. Totuși, Sierra l-a retras din circulație după ce Sierra și Valve nu au putut rezolva drepturile de licență cu Cruise Control pentru film.
Recepția critică a scurtmetrajului a fost foarte slabă. Intriga filmului a fost cea a unui jurnalist care încerca să se infilitreze în facilitatea Black Mesa și să descopere ce se întâmpla acolo.

### Half-Life: Escape from City 17
În 2009, Purchase Brothers, o companie de film din Toronto, au lansat un scurtmetraj de 5 minute bazat pe Half-Life 2: Episode One numit Half-Life: Escape from City 17. Filmul combină elemente de live-action și animație 3D realizată cu setul de instrumente Source (SourceSDK). Filmul a fost aclamat de către Valve.
Pe 25 august 2010, au lansat o continuare a filmului cu o durată de 15 minute.

### Beyond Black Mesa
La sfârșitul anului 2010, un trailer a fost lansat pentru un scurtmetraj independend inspirat de Half-Life, numit Beyond Black Mesa. Regizat de Brian Curtin, filmul urmărește personajul Adrian Shephard, protagonisul pachetului de expansiune Half-Life: Opposing Force.
Filmul a fost lansat pe data de 21 ianuarie 2021.